# The Late Late Show
The Late Late Show é um talk show americano apresentado por James Corden desde 2015 na CBS. É produzido pela Worldwide Pants Incorporated de David Letterman.
A 19 de Dezembro de 2014, foi emitido o último episódio apresentado por Craig Ferguson